# Ернст Епли
Ернст Епли (на немски: Ernst Aeppli) е швейцарски психоаналитик, юнгианец, който се занимава и с тълкуване на сънища.

## Биография
Роден е на 28 април 1892 година в Бритнау, кантон Ааргау, Швейцария. След като посещава учителски семинар в Цюрих, Епли първоначално е учител в Хазлиберг, кантон Берн, Западна Швейцария, а след това е преподавател в немското училище в Санремо, Италия. Между 1914 и 1918 г. постъпва във военна служба в защита на границата като санитарен ефрейтор, а наред с това следва в Цюрихския университет при Карл Густав Юнг.
През 1923 г. получава научната степен доктор по философия. След дългогодишния си опит като психолог в Цюрих, той помества знанията си в множество свои трудове.
Умира на 26 август 1954 година в Цюрих на 62-годишна възраст.